# 183 Істрія
183 Істрія (183 Istria) — астероїд головного поясу, відкритий 8 лютого 1878 року.
Тіссеранів параметр щодо Юпітера — 3,093.